# Pilalchén
Pilalchén är en ort i Mexiko.   Den ligger i kommunen Chamula och delstaten Chiapas, i den sydöstra delen av landet, 700 km öster om huvudstaden Mexico City. Pilalchén ligger 2 187 meter över havet och antalet invånare är 703.
Terrängen runt Pilalchén är huvudsakligen kuperad, men österut är den bergig. Terrängen runt Pilalchén sluttar norrut. Runt Pilalchén är det tätbefolkat, med 550 invånare per kvadratkilometer. Närmaste större samhälle är San Cristóbal de las Casas, 12,9 km söder om Pilalchén. I omgivningarna runt Pilalchén växer huvudsakligen savannskog.